# Tritordeum
El tritordeum és un cereal creat híbrid entre el blat dur (Triticum durum) i un ordi silvestre sud-americà (Hordeum chilense).
Es va obtenir l'any 1977 i va ser desenvolupat pel CSIC.
Las tècnica utilitzada per a fer aquest híbrid no és pas la dels organismes modificats genèticament sinó la tècnica clàssica de millora vegetal (amb pol·linització creuada i rescat d'embrions).
El tritordeum és hexaploide i s'obté per la síntesi de centenars d'amfiploides diferents (2n=6x=42,AABBHchHch).
Com a característiques interessants té la de tenir les espigues llargues, les llavors llargues i plenes i un alt contingut de proteïna. Absorbeix millor el nitrogen del sòl que no pas el blat i té uns rendiments agrícoles similars als del blat i resistència a la secada i a l'estrès de la calor. Com altres característiques interessants es destaca que el tritordeum té més variabilitat genètica que els cereals cultivats des de fa molt temps els quals acaben essent molt més homogenis.
El 2006 l'empresa Agrasys, del Parc Científic de Barcelona, adquirí els drets d'exclusivitat comercial del tritordeum.
El tritordeum és panificable, també se'n poder fer galetes, flocs, etc.